# Сфенебея (пьеса)
«Сфенебея» (др.-греч. Σθενέβοια) — трагедия древнегреческого драматурга Еврипида на сюжет, связанный с коринфскими мифами о Беллерофонте. Её текст утрачен за исключением отдельных фрагментов. Заглавная героиня пьесы — мифологический персонаж, жена царя Тиринфа Прета. Она попыталась соблазнить Беллерофонта, не нашла взаимности и решила его погубить, но и в этом потерпела неудачу. В конце концов Сфенебея покончила с собой или утонула в море, сброшенная с Пегаса. Предположительно об этом событии зрителям сообщалось в прорицании, звучавшем из уст какого-то бога.
В одном из уцелевших фрагментов текста Беллерофонт рассуждает о том, как плохо простому человеку, женившемуся на знатной и богатой женщине.
В «Лягушках» Аристофана Эсхил в ходе спора с Еврипидом заявляет, что «не придумывал Сфенебей и Федр», а позже Еврипид цитирует пролог к своей «Сфенебее».
Существует предположение, что под названием «Сфенебея» древние упоминают трагедию Еврипида «Беллерофонт». Антиковеды отмечают, что бродячий сюжет об отвергнутой влюблённой, которая строит козни объекту своей страсти, Еврипид использовал ещё и в трагедиях «Ипполит, закрывающийся плащом», «Ипполит увенчанный», «Пелей».
Российский исследователь Фаддей Зелинский причислял «Сфенебею» к лучшим пьесам Еврипида, констатируя, что её утрата при том, что сохранились «такие посредственные драмы, как „Гераклиды“ и „Андромаха“», точно не связана с эстетической стороной вопроса.